# Race the Sun
Race the Sun (Brasil: Corrida Rumo ao Sol / Portugal: A Corrida do Futuro) é um filme estadunidense de comédia dramática de 1996, dirigido por Charles T. Kanganis e estrelado por Halle Berry e James Belushi. O enredo é vagamente baseado na história verídica da equipe de carros solares da Konawaena High School, que terminou em 18º no Desafio Solar Mundial de 1990.

## Sinopse
Uma nova professora de ciências, Miss Sandra Beecher (Halle Berry), na Kona Pali High School, no Havaí, incentiva um grupo de estudantes a propor um projeto científico. Com uma combinação de visão de projeto, habilidades mecânicas, conhecimento de baterias, os alunos projetam e constroem um carro movido a energia solar que eles chamam de "Cockroach". Sua equipe consegue superar o desempenho de um carro patrocinado pela empresa e vencer a competição local da Ilha Havai, prevendo corretamente o tempo nublado com base na experiência de surf do capitão dos estudantes, Daniel (Casey Affleck). O tempo nublado tornaria a capacidade da bateria do veículo um fator mais importante que o seu peso.
Com o professor da loja como acompanhante (James Belushi), os estudantes viajam para a Austrália para competir no Desafio Solar Mundial. Para alívio do responsável pelo patrocínio corporativo (Kevin Tighe), que ainda está amargurado com a perda de seu veículo construído no Havaí, o carro está atrasado no início da corrida. No entanto, os alunos optam por perseverar e permanecer na corrida.
Uma tempestade de areia e outras dificuldades fornecem ocasiões para heroísmo. Uni Kakamura (Sara Tanaka) pilota o carro em terreno difícil, mas sofre um acidente e é resgatado por Gilbert (J. Moki Cho). Depois que Cindy (Eliza Dushku) é desqualificada de dirigir por beber álcool, Eduardo (Anthony Ruivivar) deixa de lado seu conflito de "lolo-haole" com Daniel e reduz o carro para permitir que Gilbert com excesso de peso dirija, para que a equipe possa terminar a corrida.

## Elenco
- Halle Berry como Sandra Beecher
- James Belushi como Frank Machi
- Bill Hunter como Comissário Hawkes
- Casey Affleck como Daniel Webster
- Eliza Dushku como Cindy Johnson
- Kevin Tighe como Jack Fryman
- Anthony Ruivivar como Eduardo Braz
- J. Moki Cho como Gilbert Tutu
- Dion Basco como Marco Quito
- Sara Tanaka como Uni Kakamura
- Nadja Pionilla como Oni Nagano
- Adriane Napualani Uganiza como Luana Kanahele
- Steve Zahn como Hans Kooiman
- Robert Hughes como Judd Potter
- Jeff Truman como Ed Webster
- Joel Edgerton como Steve Fryman

## Produção
O filme foi escrito e co-produzido por Barry Morrow, que havia compartilhado o Oscar 1989 por Roteiro Original de Rain Man. A história foi baseada na equipe de carros solares da Konawaena High School, que terminou em 18º no geral no Desafio Solar Mundial de 1990, e foi a primeira equipe do ensino médio a terminar o desafio.

## Recepção
Stephen Holden, do The New York Times, disse que "o filme não perde tempo admirando a tecnologia em detrimento do drama humano, do qual há bastante, e nada disso é exagerado". Carole Glines da revista Box Office também menciona a previsibilidade do filme, dizendo que alunos "todos recebem cerca de um minuto de tempo na tela para o desenvolvimento dos personagens, à medida que a trama percorre seu curso previsível". Hollis Chacona, do The Austin Chronicle, disse que "você também pode chamar esse filme de Hot Runnings", e observa que o personagem de J. Moki Cho, Gilbert, dá a este filme substância e uma "qualidade doce que facilita o engolir do que você imagina"
O filme arrecadou US$1,1 milhão no fim de semana de estréia e arrecadou um total de US$1,9 milhão nos EUA.